# Kompania Fransa Banninga Cocqa i Willema van Ruytenburcha
Kompania Fransa Banninga Cocqa i Willema van Ruytenburgha lub Straż nocna albo Wymarsz strzelców – obraz holenderskiego malarza Rembrandta Harmenszoona van Rijn. Obecnie znajduje się w zbiorach Rijksmuseum (hol. Muzeum Narodowe) w Amsterdamie.

## Opis obrazu
Namalowane w 1642 roku dzieło przedstawia kompanię straży obywatelskiej z Amsterdamu z połowy XVII wieku. Członkami tej kompanii, dowodzonej przez Fransa Banningh Cocqa, byli kupcy handlujący suknami, a sam obraz odznacza się nowatorskim na owe czasy przedstawieniem portretowanych ludzi. Zamiast grupy uszykowanej paradnie „wszerz”, Rembrandt przedstawił na swoim obrazie członków Straży w ruchu, wychodzących prawdopodobnie na służbę.
Nazwiska osiemnastu strażników przedstawionych na obrazie znajdują się na tarczy nad bramą. Kompania składała się z większej liczby członków, ale tylko ci, którzy płacili, byli włączeni do portretu grupowego. Bębniarz został wynajęty i dlatego pozwolono mu być za darmo w obrazie. Rembrandt dodał inne osoby, aby ożywić obraz. Trzy osoby z lewej strony zniknęły w XVIII wieku, kiedy odcięto część płótna. Teraz można dopasować tylko kilka nazwisk do twarzy osób przedstawionych w portrecie.

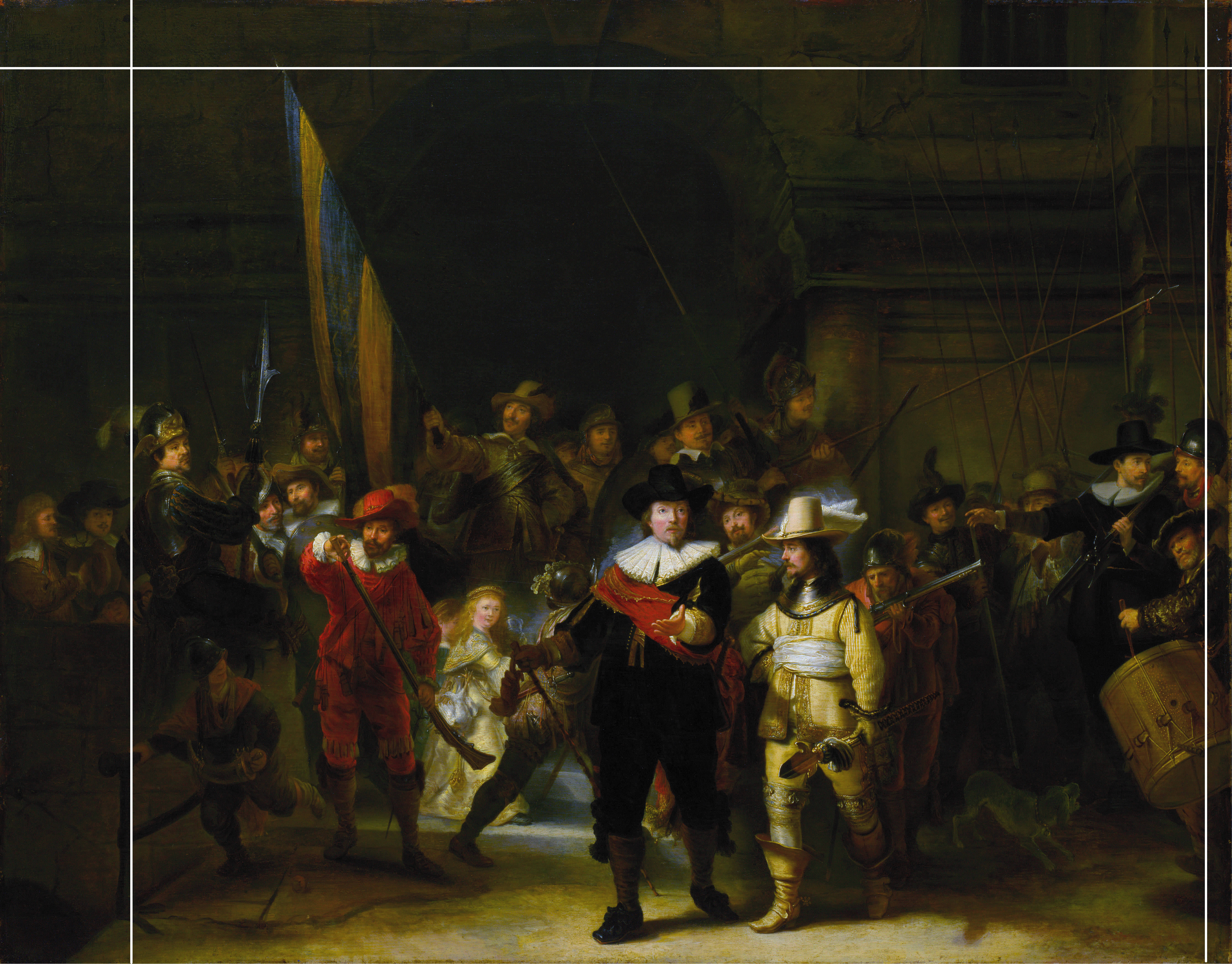
XVIII-wieczna kopia ze wskazaniem odciętych w 1715 r. miejsc

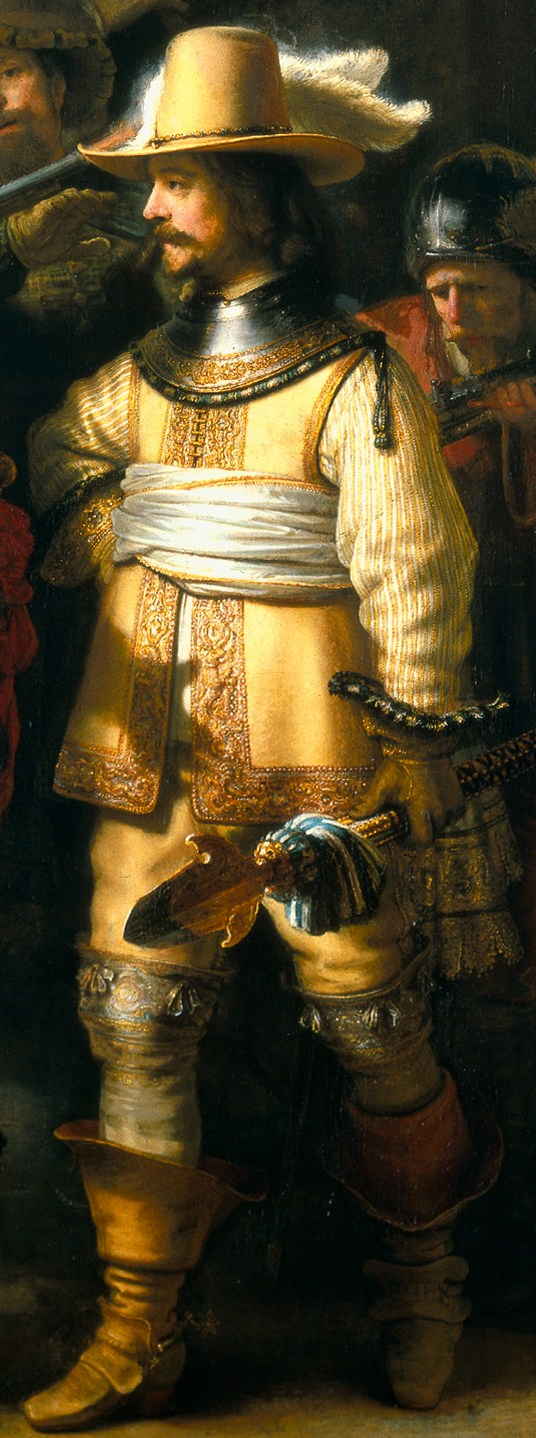
Kapitan Willem van Ruytenburch van Vlaerdingen (1600-1652), nosi ostrogi (jako jedyny na obrazie) i rękawiczki, typowe cechy kawalerzysty

Według legendy obraz Rembrandta, pierwotnie przechowywany w siedzibie straży, po jej likwidacji został przycięty ze wszystkich stron, aby zmieścił się między drzwi sali Rady Małych Wojen w Ratuszu w 1715 roku. Był jednym z ostatnich obrazów przeniesionych do Ratusza. Po przycięciu jego przestrzenny efekt i spójność zostały poważnie naruszone. Kapitan i porucznik znajdują się teraz w centrum kompozycji, podczas gdy pierwotnie stali bardziej w prawo. Ponieważ dolny pas został odcięty, wydają się prawie potykać o ramę i wyskakiwać z obrazu, co zmniejsza przestrzeń wokół nich, która jest potrzebna do stworzenia iluzji naturalnego ruchu. Ponieważ znaczna część lewej strony obrazu została odcięta, otoczenie stoi teraz bardziej chaotycznie w zatłoczeniu. Nieprzycięta wersja obrazu ukazywała 34 postaci i psa.
Z wpisów do miejskich archiwów skarbowych z XVII wieku wynika, że obraz był podawany wielu interwencjom. Wspomina się na przykład o dziurze w obrazie spowodowanej przez młotek, który przypadkowo spadł na obraz.
Jan van Dyk (ok. 1690-1769), renowator dzieł sztuki, w swojej książce napisał, że usunął „wiele olejów i lakierów” z obrazu, aby mężczyźni mogli znów być widoczni. W szczególności był zadowolony z faktu, że nazwiska na tarczy po prawej stronie stały się czytelniejsze, co ułatwiało identyfikację członków firmy. Błędnie założył, że te nazwiska zostały napisane przez samego Rembrandta: tarcza jest późnym siedemnastowiecznym dodatkiem nieznanego artysty. Napisał:

„Obraz ten jest godny podziwu ze względu na jego wielką siłę i pracę pędzla; jest [jak] silne światło słoneczne, farba bardzo grubo naniesiona i jest godne podziwu, że mimo tak mocnej pracy pędzla, mogła mieć miejsce tak wielka wytworność; na hafcie na mundurze porucznika farby jest tak wiele, że można zetrzeć na niej gałki muszkatołowe, a amsterdamski herb, trzymany przez lwa, [jest] tak schludny i delikatny, jak gdyby został pomalowany z wielką dokładnością. Twarz bębniarza widziana z bliska jest wyjątkowo ładnie wykonana. Należy żałować, że ten kawałek został tak bardzo zredukowany, żeby można było go umieścić pomiędzy dwoma drzwiami”.

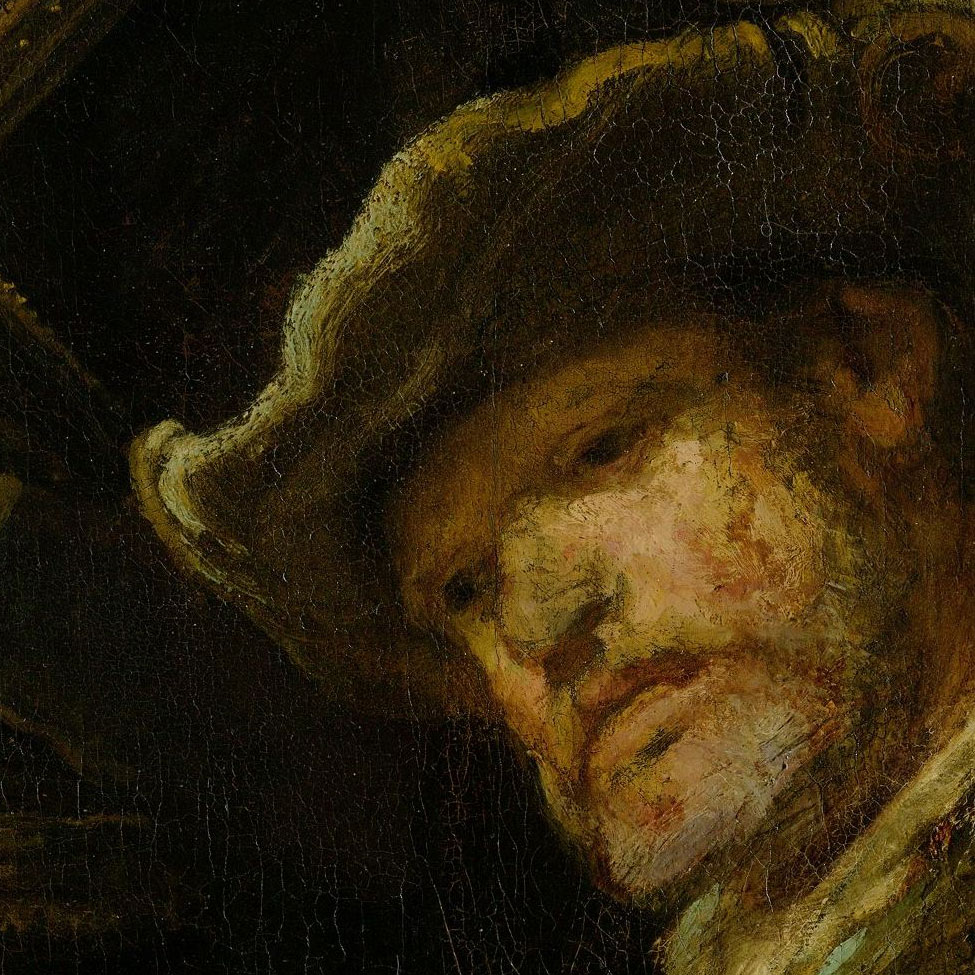
Twarz bębniarza, to prawdopodobnie Jacob Jorisz
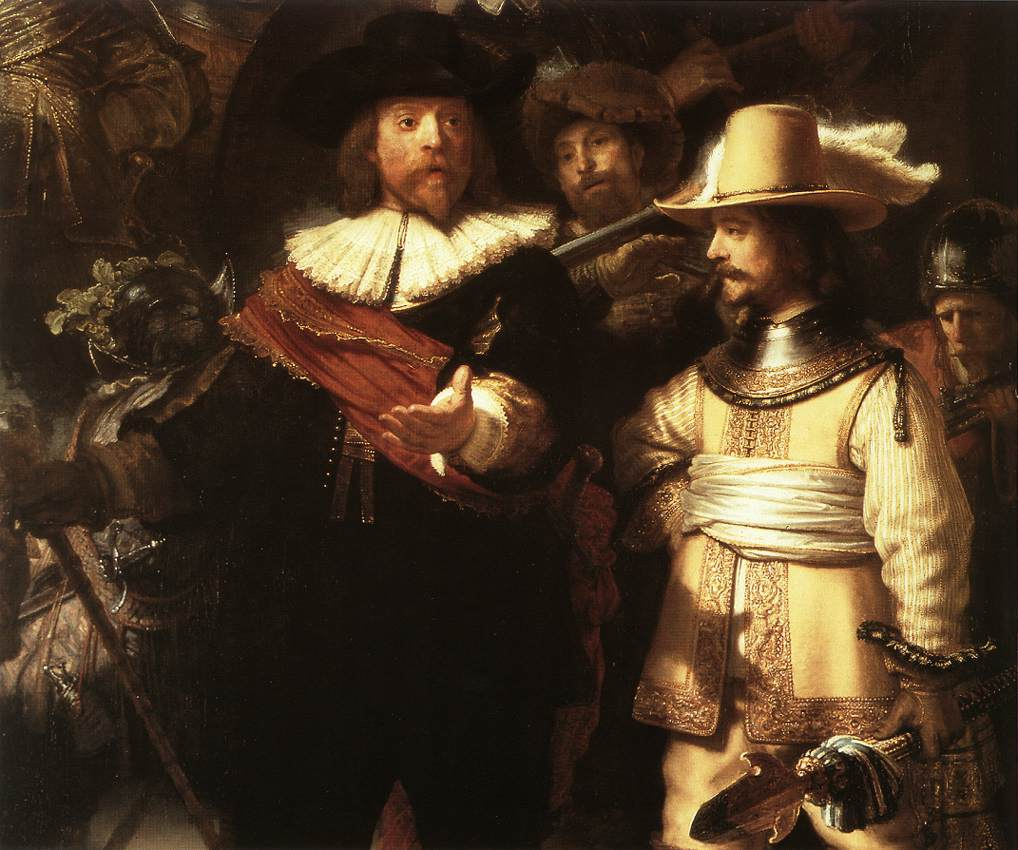
Widoczny cień dłoni padający na herb Amsterdamu na ubraniu kapitana

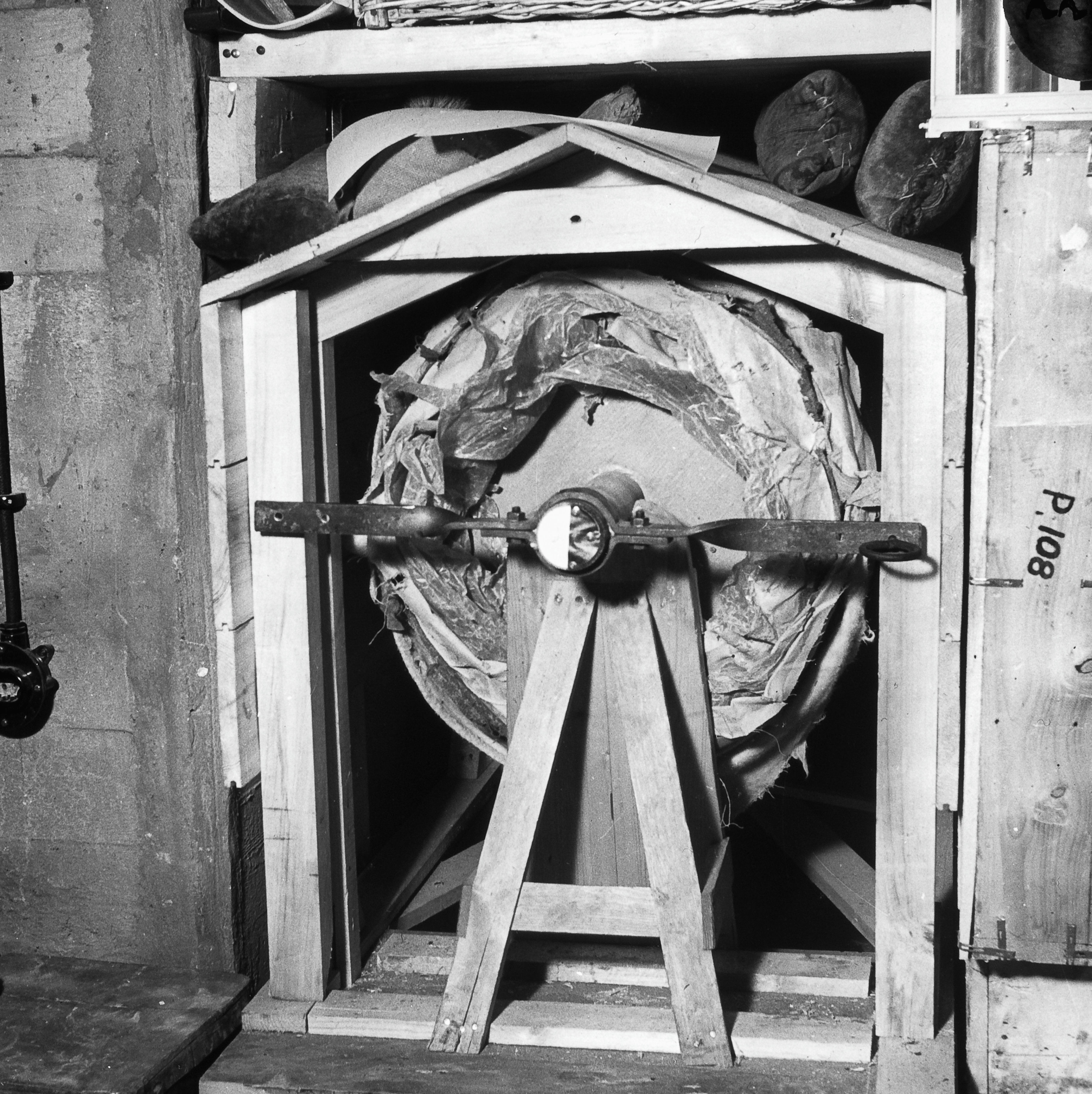
W takim zwinięciu obraz był przechowywany podczas II wojny światowej

W 1939 r. wybuch II wojny światowej wymusił ewakuację obrazu. Dzieło początkowo było przechowywane w schronach na zachodzie kraju, ale na początku 1942 r. obraz został przetransportowany do jaskiń w górach w pobliżu Maastricht na południu kraju, gdzie temperatura jest stała, a wilgotność niska. Po wojnie obraz wrócił do Amsterdamu, mówiono, że ówczesny dyrektor Rijksmuseum był tak entuzjastycznie nastawiony do powrotu dzieła, że potknął się i upadł płasko na obraz; historia nigdy nie została potwierdzona.

Trzej strażnicy na obrazie prezentują kolejno (od lewej do prawej) ładowanie broni, strzał i czyszczenie broni z resztek prochu (autor zapożyczył sylwetki postaci od Jacoba de Gheyn II). Część ramienia porucznika została przesunięta, aby można było lepiej zobaczyć czyszczącego broń strażnika.

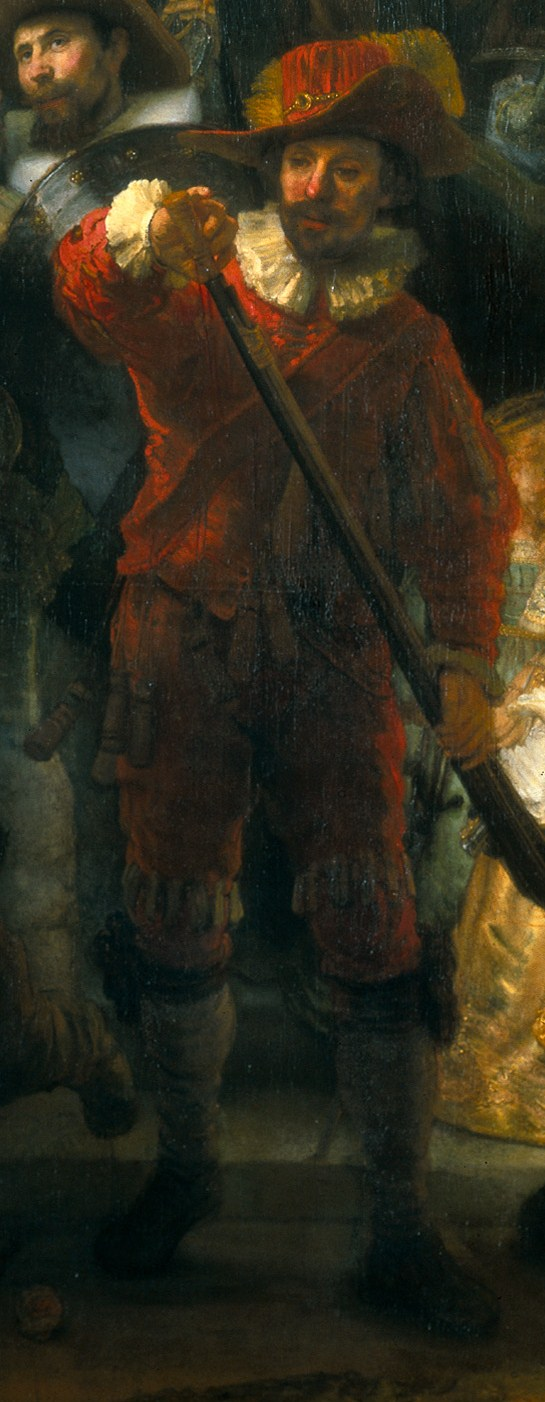
Mężczyzna ładujący broń. Prawdopodobnie Jan van der Heede (1610-1655), kupiec spożywczy
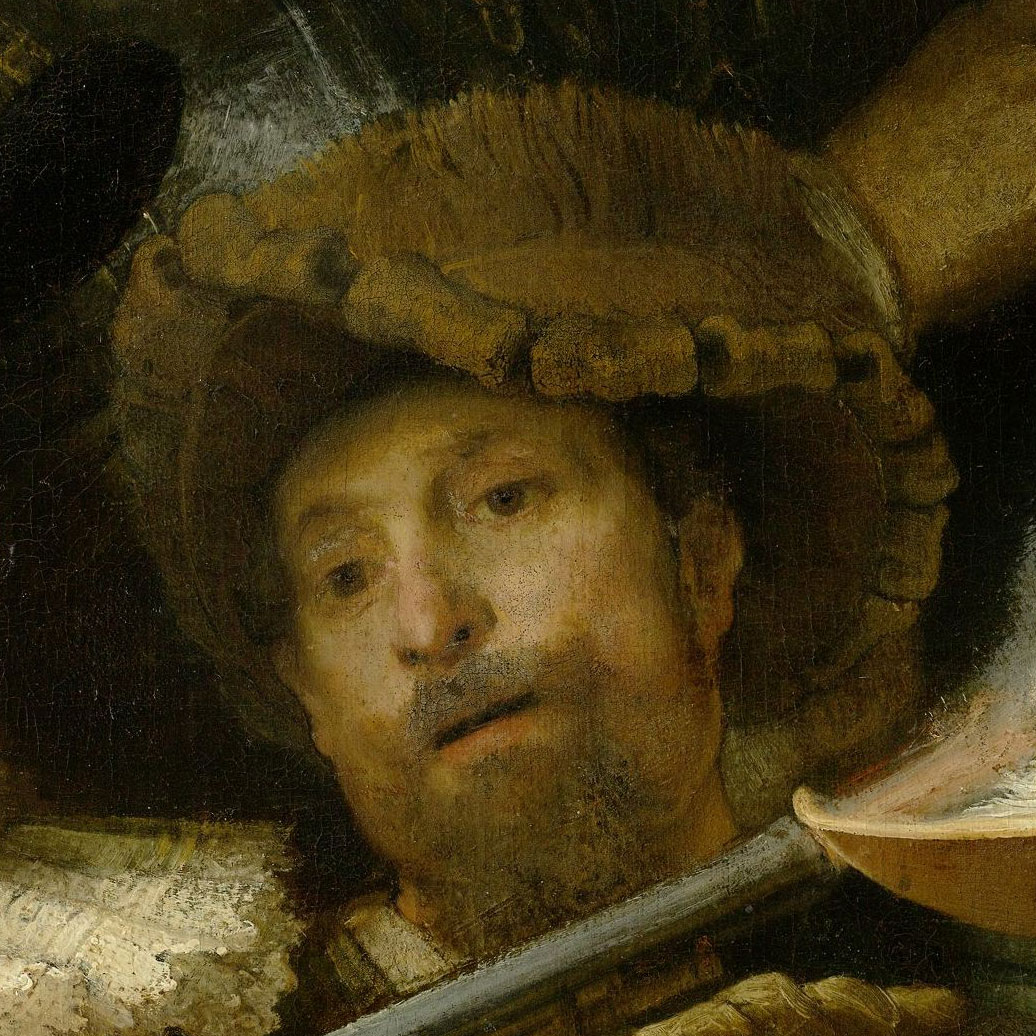
Mężczyzna strzelający z broni
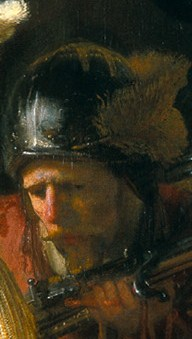
Mężczyzna czyszczący broń

Według różnych wspomnień, artysta dostał od 1600 do nawet 4000 guldenów za obraz.
Obraz wzbudzał i wzbudza mieszane odczucia. Przykładowo Ernst van de Wetering, w czasie wystawy Rembrandt, Quest of a Genius w 2006 roku, zasugerował, że obraz był „nieudanym eksperymentem”. Obecny status obraz zyskał dzięki architektowi Pierre Cuypersowi, który projektując Rijksmuseum (w 1880), zaprojektował go jako katedrę sztuki ze Strażą Nocną na głównym ołtarzu.
13 stycznia 1911 r. bezrobotny szewc i były szef kuchni marynarki wojennej pokiereszował obraz nożem szewskim, wyrażając w ten sposób protest przeciwko niemożności znalezienia pracy.
14 września 1975 r. praca została zaatakowana nożem przez bezrobotnego nauczyciela szkolnego Wilhelmusa de Rijk, co spowodowało kilka dużych zygzakowatych cięć o długości do 12 cali.Twierdził, że „zrobił to dla Pana” i że on „otrzymał rozkaz, by to zrobić”. Obraz został przywrócony do pierwotnego stanu po czterech latach, ale niektóre uszkodzenia są nadal dostrzegalne. Mężczyzna nigdy nie został oskarżony, popełnił samobójstwo w kwietniu 1976 roku.
6 kwietnia 1990 r., zbiegły pacjent psychiatryczny spryskał kwasem siarkowym obraz. Strażnicy interweniowali, zatrzymując mężczyznę i szybko spryskując wodą płótno. Kwas przeniknął jedynie warstwę lakieru obrazu i w ciągu miesiąca przywrócono pierwotny stan dzieła.

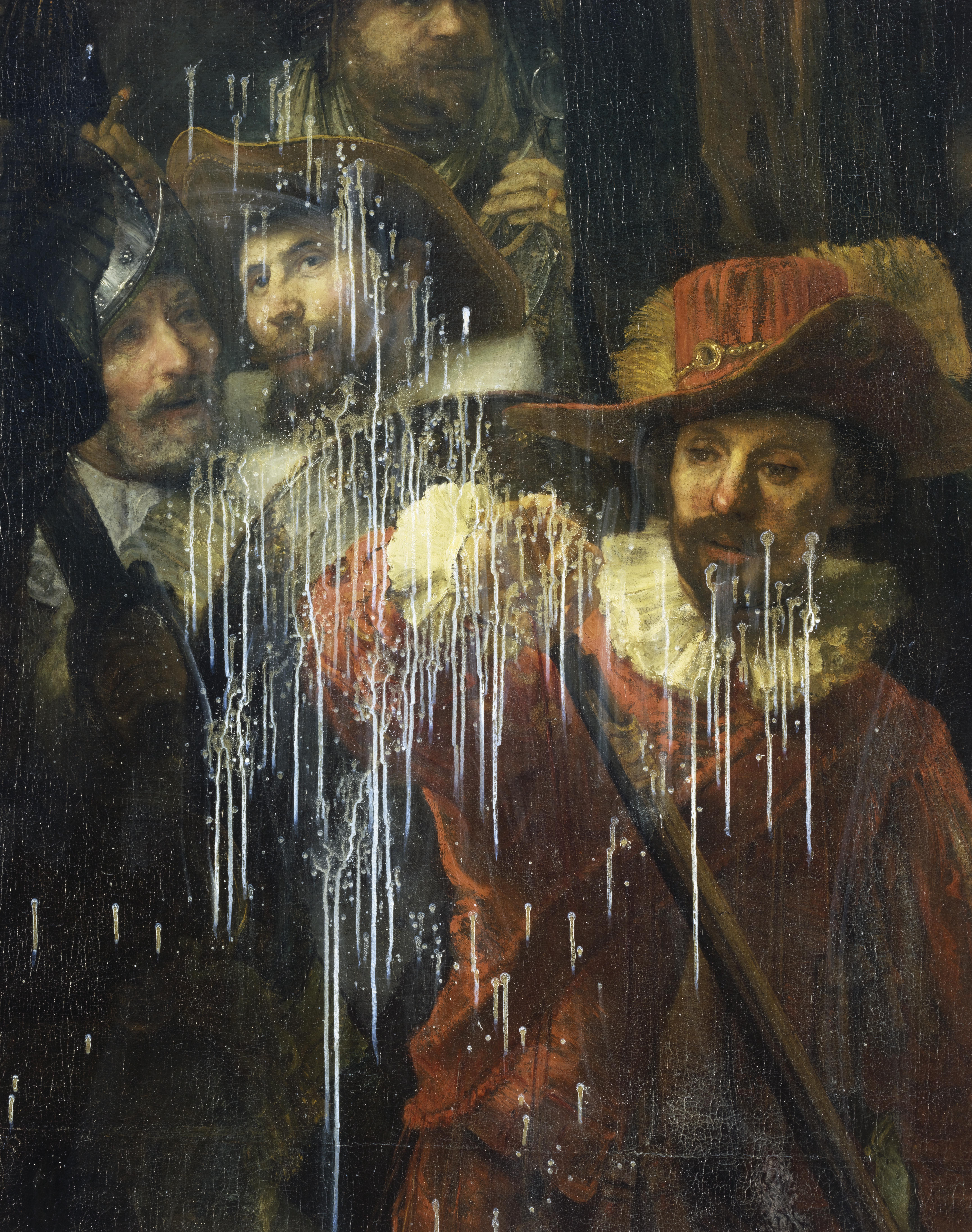
Obraz zaatakowany kwasem w 1990 roku

## Literatura
- Patrick de Rynck, Jak czytać malarstwo, Universitas, ISBN 83-242-0580-2.
- Robert Genaille, Słownik malarstwa holenderskiego i flamandzkiego, Wydawnictwa Artystyczne i Filmowe, Warszawa 1975.